# Андриановичи
Андриа́новичи — село в Свердловской области России, административно подчинённое городу Серову. Входит в Серовский муниципальный округ.
Ранее село было административным центром Андриановского сельсовета Серовского района.

## Географическое положение
Село Андриановичи расположено в 37 километрах (по автодорогам в 46 километрах) к северу от города Серова, на правом берегу реки Сосьвы (правого притока реки Тавды), рядом с устьем правого притока — реки Большой Волчанки. С запада к селу примыкает посёлок Ларьковка, где расположена железнодорожная станция Андриановичи на ветке Серов — Ивдель — Полуночное. В окрестностях Андриановичей располагается ботанический природный памятник — припоселковый кедровник. Местность лесистая и болотистая, почва глинистая и для земледелия неудобная, покосные места по реке Сосьве и её притокам хороши (в начале XX века сена хватало для местного потребления и для продажи).

## История села
Первыми поселенцами были ясачные вогулы, родоначальником которых был кочующий вогул Андриан Есаулков, имевший двух сыновей Ивана и Петра; от имени первого получило своё название село Ивановское, называющееся также по имени его отца Андриановичами, от имени второго сына — Петра получила наименование деревня Петрова, лежащая выше по Сосьве в 20 верстах.
Ещё в начале XX века связь с селом только с помощью верховой ездой. Все сельчане, ясачные вогулы, были православными и о расколе понятия не имели. В начале XX века занимались земледелием, заготовкой сена, звероловством, рыболовством и работами на заводах Богословского округа.

## Покровская церковь
В 1865 году в Ивановском была построена часовня. В 1877 году часовня была переделана с благословения Преосвященного Екатеринбургского Вассиана в деревянную однопрестольную церковь. Она была освящена в честь Покрова Пресвятой Богородицы в 1878 году. Церковь была приписана к Турьинским рудникам, Максимовской церкви. В 1886 году был сформирован самостоятельный Ивановский приход, волостное правление Лозьвинской волости, три торговых лавки, ярмарка проходила ежегодно в 13-15 сентября. Притч состоял из деревянного дома с квартирою для священника. Церковь была закрыта в 1930 году.

## Школа
Сельская школа с 1886, первый учитель — священник Нистифор родом из Богословска. Особое место занимала учительница Лидия Николаевна Ростовцева. По рассказам, она принадлежала к организации «Народная воля». В селе с 1889 года организована земская школа. В 1900 году для народного училища было выстроено более вместительное здание, но школа по-прежнему оставалась трёхлетней, и немногим ребятам, чьи родители могли дать своим детям образование, приходилось ездить в город Надеждинск (ныне Серов). В 1930 году в Андриановичах был организован колхоз и одним из первых вопросов, который обсуждали колхозники на общем собрании, был вопрос о строительстве школы-семилетки, которая открылась в 1932. Осенью 1939 года Андриановская школа получила статус средней. Был организован 8 класс. В 1942 году открыт филиал школы (1-2 кл.) в Ларьковке, но и он уже не удовлетворял спросу населения. Появились параллельные классы. В 1965 году школа после 20-летнего перерыва стала средней.

## Население
| 2002 | 2010 |
| ---- | ---- |
| 596  | ↘551 |

При ревизии в 1816 году в деревне Есаулковой числилось 10 дворов и с 74 жителями обоего пола. В 1870—1875 годах в Иванове было 105 человек мужского и 116 женского пола. По списку населённых мест Пермской губернии издательства губернского земства в 1898 году, в селе значилось 40 дворов, в них 146 мужского и 148 женского пола жителей.
По данным переписи населения 2010 года, в Андриановичах проживал 551 человек (264 мужчины и 287 женщин).